# IC 4900-1
IC 4900-1 — галактика типу S? (спіральна галактика) у сузір'ї Телескоп.
Цей об'єкт міститься в оригінальній редакції індексного каталогу.